# Chupong Theethuan
Chupong Theethuan est un militant politique thaïlandais. Il était membre du Parti de la Nouvelle Aspiration et fondateur du mouvement politique Siam rouge. Connu pour ses opinions antimonarchistes, il a été arrêté en 2011 en vertu des lois thaïlandaises sur la lèse majesté pour avoir utilisé sa position de commentateur radio afin de demander au roi d'intervenir pour mettre fin aux meurtres de civils par l'armée. Il a fui au Cambodge, puis aux Philippines, et finalement en France depuis 2020.

## Biographie
Le Conseil national pour la paix et le maintien de l'ordre l'a condamné en 2014